# Cándido Martín Capitán
Cándido Martín Capitán (fl. 1976-1979), militar argentino, perteneciente a la Fuerza Aérea.
A pocos días de iniciar el Proceso de Reorganización Nacional, fue designado gobernador de la provincia de San Luis por el presidente (de facto) Jorge Rafael Videla el 14 de abril de 1976 (Decreto N.º 94, publicado el día 22). Por entonces, ostentaba el rango de brigadier (y estaba en situación de retiro).
Renunció al cargo; el mismo fue aceptado por el presidente el 31 de mayo de 1976 (Decreto N.º 582, publicado el 4 de junio). Fue sustituido por el brigadier Hugo Raúl Marcilese.
El 1 de febrero de 1979, fue designado director nacional del Antártico, en reemplazo del capitán de navío Roberto Manuel Martínez Abal, con plazo hasta el 31 de diciembre de 1980. Fue cesado en éste cargo el día 11 de abril del mismo año, siendo reemplazado por otro militar.